# Stimigliano
Stimigliano ist eine Gemeinde mit 2226 Einwohnern (Stand 31. Dezember 2024) in der Provinz Rieti in der italienischen Region Latium.

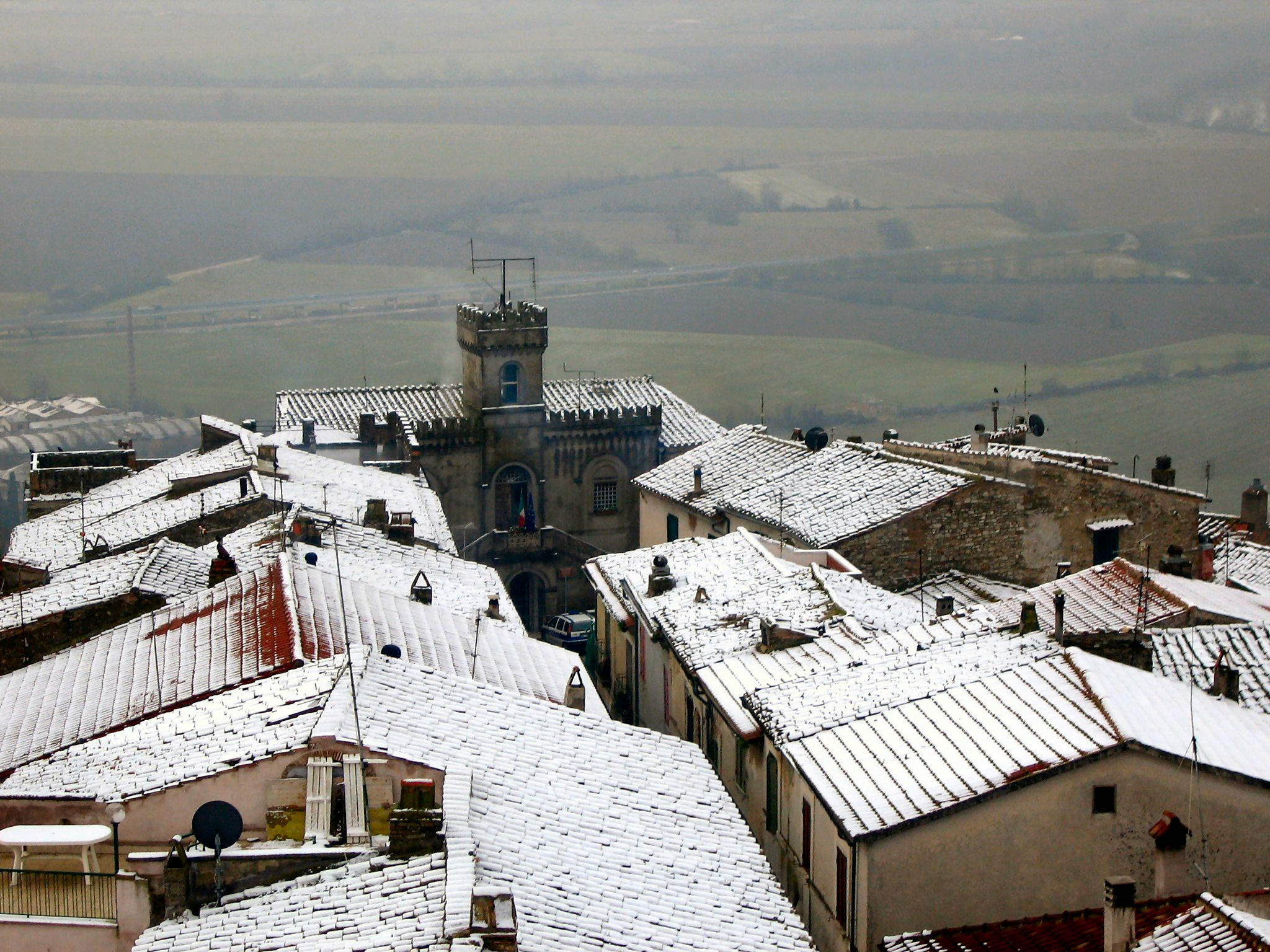
Stimigliano

## Geographie
Stimigliano liegt 55 km nördlich von Rom und 47 km südwestlich von Rieti in der Niederen Sabina, dem Hügelland oberhalb des Tals des Tiber. Das Gemeindegebiet erstreckt sich von 26 bis 218 m s.l.m.
Die Gemeinde befindet sich in der Erdbebenzone 2 (mittel gefährdet). Die Nachbargemeinden sind Collevecchio, Forano, Ponzano Romano (RM), Sant’Oreste (RM), Tarano.

### Verkehr

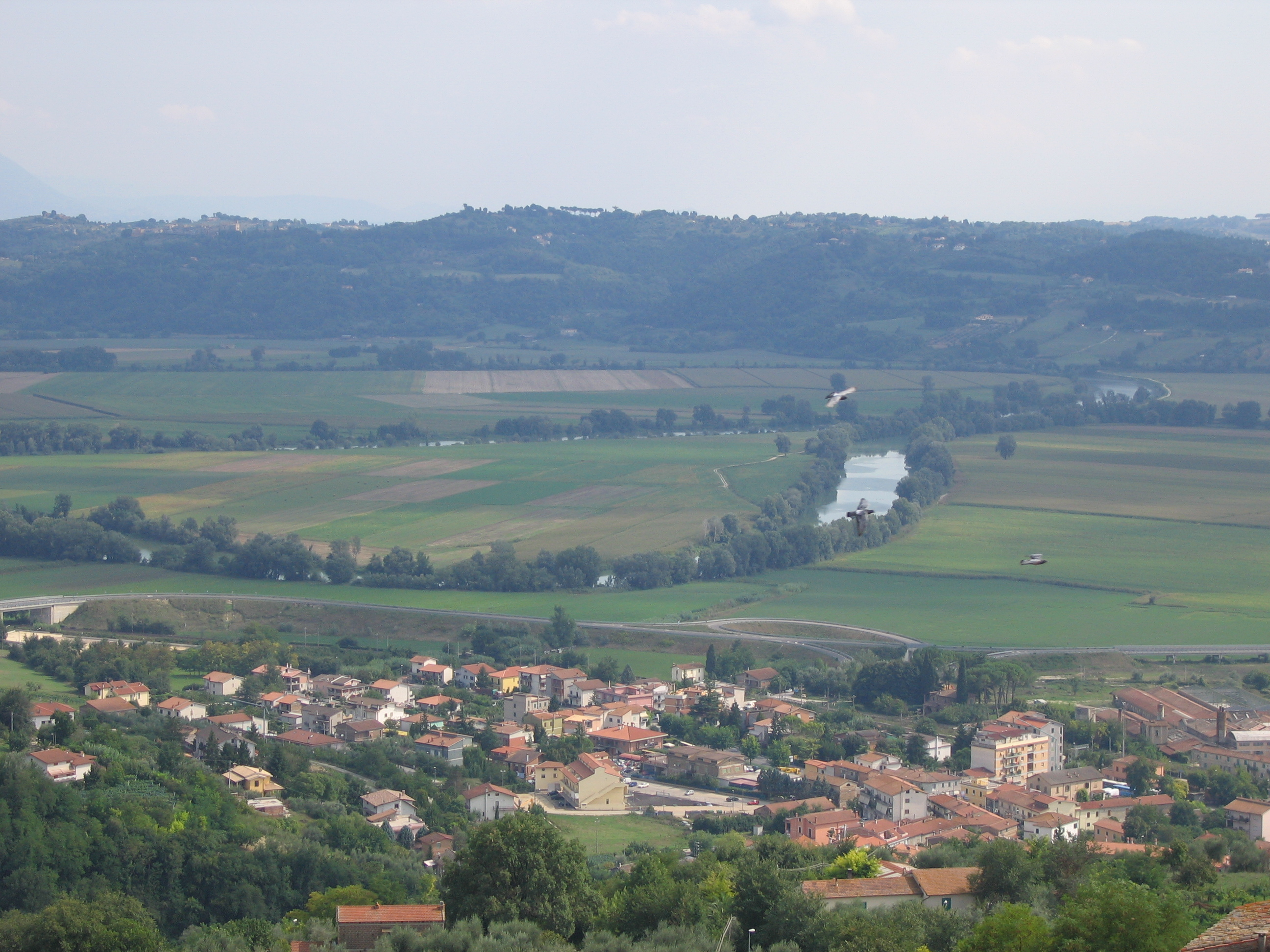
Stimigliano Scalo

Stimigliano liegt an der strada statale 657 Sabina (SS 657), die von Galantina (SS 313) zur Tiberbrücke Ponte Felice an der Via Flaminia führt. Die nächste Autobahnauffahrt ist Ponzano - Soratte auf die A1 Autostrada del Sole.
Die Gemeinde hat einen Bahnhof an der Regionalbahnstrecke FR1 im Ortsteil Stimigliano Scalo in 2 km Entfernung vom Ortszentrum.

## Geschichte
Unter dem Namen Massa Septimiliana ist für die ausgehende Spätantike ein landwirtschaftliches Gut bezeugt, das wegen der Völkerwanderung unterging. Papst Honorius IV. übertrug die später erwachsene Siedlung seinen Verwandten aus der Savelli-Familie, von denen Pandolfo und Jacopo in der römischen Politik besonders aktiv waren. 1404 wurde der Ort Besitztum der Orsini, die ihn bis 1641 behielten: Enrico Orsini, erster Marchese di Stimigliano, war zugleich auch deren letzter, denn er starb ohne Erben. Daher suchte die Camera Apostolica die weibliche Erbfolge zu verhindern, doch dauerte es bis 1641, bis dies gelang. Seitdem war der Ort im Besitz des Kirchenstaates und ging 1861 in italienischen Besitz über.

## Bevölkerungsentwicklung
| Jahr      | 1861 | 1881 | 1901 | 1921 | 1936 | 1951 | 1971 | 1991 | 2001 |
| Einwohner | 552  | 758  | 975  | 1207 | 1467 | 1738 | 1664 | 1829 | 1744 |

Quelle: ISTAT

## Politik
Franco Gilardi (Lista Civica: Progetto Civico) wurde am 26. Mai 2019 zum Bürgermeister gewählt.

## Sehenswürdigkeiten
- Wichtigstes Gebäude ist der Palazzo Orsini mit einem Uhrturm daneben und einem großen viereckigen dahinter. Er ist dreiflügelig und wendet sich dem Hauptplatz, der Piazza Vittorio Emanuele, zu; hier befindet sich ein Altan in Gestalt eines Hängenden Gartens. Ein großes Staatswappen von Enrico Orsini ist am Turm angebracht und zeigt ihn als Henricus Ursinus: Dieser gestaltete das Gebäude aus einem mittelalterlichen in einen Renaissancepalast um, der mittels eines Halsgrabens und einer Holzbrücke wie ein Castello geformt ist. Rechterhand befindet sich ein kurzer Halbrundturm. An einem Rechteckfenster dokumentiert die Inschrift Henricus Ursinus marchio Stimigliani dessen Rangerhöhung zum Marchese. Die Innenräume sind mit einer opulanten Freskenausstattung versehen, die unter anderem eine Flucht nach Ägypten abbildet.
- Die Pfarrkirchs Santi Cosma e Damiano unterhalb des Palazzo besitzt eine Neugestaltung der Fassade aus dem 19. Jahrhundert. Der Innenraum mit seinem Tonnengewölbe besitzt dagegen eine barocke Gestaltung. Der Hauptaltar ist besonders ansehnlich; er zeigt das Martyrium der beiden Titelheiligen. Die drei Seitenaltäre sind in der Nachfolge von Antoniazzo Romano und der Werkstatt von Caravaggio in den Gemälden geformt und eine Rosenkranzmadonna kommt hinzu.
- Neben dem Palazzo Comunale aus dem 19. Jahrhundert sind zwei Paläste vorhanden, die teilweise mit Fresken ausgestattet sind.
- Die Kirche San Valentino war ursprünglich eine Pieve und dann eine Collegiata, deren Fassade einen normalen Eindruck mit einem vorkragenden Dreiecksgiebel vermittelt. Der Innenraum besaß früher zwei Seitenkapellen.